# Storlandet, Raseborg
Storlandet är en ö i Finland. Den ligger i Finska viken och i kommunen Raseborg i den ekonomiska regionen  Raseborg i landskapet Nyland, i den södra delen av landet. Ön ligger omkring 98 kilometer sydväst om Helsingfors.
Öns area är 3,4 hektar och dess största längd är 320 meter i sydöst-nordvästlig riktning. Den ingår tillsammans med Lillandet i Segelskär.